# Bistum Nazaré
Das Bistum Nazaré (lateinisch Dioecesis Nazarensis in Brasilia, portugiesisch Diocese de Nazaré) ist eine in Brasilien gelegene römisch-katholische Diözese mit Sitz in Nazaré im Bundesstaat Pernambuco.

## Geschichte
Das Bistum Nazaré wurde am 2. August 1918 durch Papst Benedikt XV. aus Gebietsabtretungen des Erzbistums Olinda e Recife errichtet und diesem als Suffraganbistum unterstellt.

## Bischöfe von Nazaré
- Riccardo Ramos de Castro Vilela, 1919–1946
- Carlos Gouvêa Coelho, 1948–1954, dann Bischof von Niterói
- João de Souza Lima, 1955–1958, dann Erzbischof von Manaus
- Manuel Pereira da Costa, 1959–1962, dann Bischof von Campina Grande
- Manuel Lisboa de Oliveira, 1963–1986
- Jorge Tobias de Freitas, 1986–2006
- Severino Batista de França OFMCap, 2007–2015
- Francisco de Assis Dantas de Lucena, seit 2016